# Américo de Campos
Américo Brasílio de Campos (Bragança Paulista, 12 de agosto de 1838 - Nápoles, 20 de enero de 1900) fue un abogado, dramaturgo, periodista, político y diplomático brasileño.
Graduado en la Facultad de Derecho de São Paulo en 1860, fue fiscal en Itu hasta 1863 y utilizó la prensa como tribuna para defender sus ideales abolicionistas y republicanos. De 1865 a 1874 fue director y editor del Correio Paulistano, de donde salió para fundar, en 1875, con Francisco Rangel Pestana, el periódico A Província de S. Paulo, que, con el advenimiento de la República, pasó a llamarse O Estado de S. Paulo. En 1884, con José Maria Lisboa, fundó el Diário Popular. Tras la República, fue nombrado cónsul de Brasil en Nápoles, donde murió.
Fue un importante defensor de los ideales republicanos y miembro de la Convención de Itu.